# لانابيات
اللانابيات (الاسم العلمي: Multituberculata)، رتبة حيوانية منقرضة ظهرت من العصر الجوراسي المتأخر وحتى العصر الثلاثي، وهي أول وأقدم الثدييات الآكلة للنبات وانتشرت بكثرة في العالم القديم والعالم الجديد، وهي تشابه القوارض في طريقة التعايش البيئي.
أعضاء الشم كبيرة لدى اللانابيات. كما أنها تمتلك فك سفلي قوي جدا بسبب ارتباطه بعضلات فك قوية جدا يتميز بوجود 2 أو 3 قواطع على الأكثر
لكن ما يميزها عن غيرها أنها تفتقر للأنياب وبدلا عنها تملك 3 أسنان مستدقة ومتوازية كأسنان المشط.